# Paduniella panayica
Paduniella panayica är en nattsländeart som beskrevs av Wolfram Mey 1998. Paduniella panayica ingår i släktet Paduniella och familjen tunnelnattsländor. Inga underarter finns listade i Catalogue of Life.